# Геопарк Мускау Арч
Геопарк Мускау Арч је геопарк који се протеже од Деберна на југу државе Бранденбург до Вајсвасера и Бад Мускауа у Саксонији све до Тзабјела у региону Лебусер Ленд (Пољска).
UNESCO-ови геопаркови су јединствена географска подручја са израженом геолошком баштином који повезују концепт заштите, образовања и одрживог развоја. Њихов правац  развоја је усмерен ка заштити и одрживом развоју са акцентом на употребу локалних ресурса и ангажовању локалног становништва. Тренутно постоји 120 геопаркова у 33 земље.

## Основне физиогеографске одлике
Мускау Арч је један од најзначајнијих чеоних морена Средње Европе. Овај парк у облику потковица је формиран пре 340.000 година када је ледник „Мускауер“ напредовао из густог унутрашњег леденог слоја који је у то време покривао пола Европе. Оптерећење због леденог покривача изазвало је сабијање земљишта до дубине од 300 метара као и деформисање хоризонталних слојева песка, шљунка, глине и лигнита. Неконсолидоване стенске масе испред ледника су се нагомилавале и створиле подинске морене од којих су неке 150 метара изнад садашњег нивоа земље.
Унутрашњи лед најмлађег леденог доба је урушио морене до данашњег нивоа, али не у потпуности, о чему сведоче Велико Брдо (183 метара) близу Деберна или такозвано Змајево брдо (163 метара).
Мускау Арч, иако образован давно, и даље мења свој рељеф. То су обележиле новије геолошке формације. Када органски материјал оксидира под утицајем атмосферског ваздуха он изазива скупљање тла и таложење. Тако настају дугуљасте долине које Лужички Срби називају „gieser“. С временом ове долине се све више усецају у рељеф и постају све дубље.

## Специфичности биодиверзитета геопарка
У овом подручју постоји 31 геотоп који  су настао под утицајем геолошких процеса које карактеришу остаци културног наслеђа који су повезани са индустријском историјом овог подручја. Геодиверзитет овог подручја је добро испитан за разлику од биодиверзитета. У пољском делу парка је поред геолошког наслеђа пронађено 9 типова природних станишта у којима живи 634 врсте копнених биљака, 220 врста гљива, 72 лишајева, 42 врсте водоземаца, гмизаваца и сисара као и 146 врста птица. Просторна истраживања су показала да се 50% познатих биљних и животињских станишта налази на мање од једног километра од најближег геотопа, а близу 100% станишта је лоцирано на удаљености од 5 километара. Већи део геонаслеђа је резултат претходних атропогених активности. Савремена подручја високе природне вредности су делови претходно постојећих екосистема, природног и полу-природног карактера који потичу из периода пре рударских активности.

## Одлике геодиверзитета
Лужичка Ниса тече од југа ка северу формирајући границу према Пољској и стварајући изузетно дубок усек у равници,  чије терасе заједно са специфичним рељефом који је настао услед рударства које је последица комерцијалне употребе геолошких карактеристика овог простора.
Мускау Арч  је настао услед постојања мањег ледника чији су остаци најбоље видљиви у читавом низу брда створених као резултат великих глациотектонских поремећаја. Он представља чеону морену расечену дубоким ерозијама. Ово је посебан пример савршено формираног леденог гребена у облику језичка са дубоким и благим деформацијама седимената.
Арч, међутим, представља само еродиране остатке првобитно много веће и опширније структуре олигоценских и миоценских седимената са слојевима мрког угља. Посебна караткеристика морена је њихова огромна дубина, која се креће од 270 до 290 метара испод ледника.
На садашњи изглед геопарка су сем природних глацијалних процеса утицале и рударске активности. Миоценска налазишта мрког угља на малим дубинама довела су до развоја рударства које је условило развој индустрије стакла, керамике, пољопривреде и прехрамбене индустрије.
Област рударског подручја Нохтен је инкорпорирана у територију геопарка на југу допуњавајући тренутну геолошку структуру морене Мускау Арча.
Посебни геоморфолошки феномен је „gieser“ који означава језера која су формрана у дубоким депресијама. Ово су најчешће равне, уске долине без излаза. Њихова просечна дубина је око 3-5 метара, ширина 20-50 метара и дужина од 2-5 километара.

## Развијеност привреде и туризма
Овај регион је индустријализован убрзо након откривања ресурса који се налазе близу површине услед глацијаних процеса. Изграђене су велике фабрике које су имале намену да обрађују силицијумски песак и да стварају квалитетна добра за свакодневну употребу.
Почетком 20. века локалне фабрике су извозиле своје производе широм света. Тада је овај регион заједно са његовим градовима познатим по производњи стакла Деберном и Вајсвасером је обновљена као центар стакларске индустрије. Производња стакла је и даље жива и популарна овде. Фабрике стакла и продавнице продају своје уметничке производе од стакла или дозвољавају посетиоцима да посматрају стаклаџије док раде.
Терцијална глина с овде користила за производњу цигли, кровних плоча и керамичких контејнера за хемијску индустрију и грнчарију за свакодневну употребу.
Градови Ленкњица, Краушвиц и Бад Мускау су познати центри прерађивачке индустрије за производњу висококвалитетних глинених боца. Свуда је могуће пронаћи остатке некада веома прометне индустрије стакла чија је репутација досезала далеко изван граница региона.
Што се тиче приступних путева, геопарк има добру приступачност аутопутевима А4 и А15 и магистралним путевима Б115 и Б156. Гранички прелаз према Пољској се налази близу Форста и Бад Мускауа. Потребно је око 2 сата вожње од Дрездена или Берлина до геопарка. Од Вроцлава је потребно око 3 сата. Ту се налази и пруга која повезује јужне делове геопарка. Такође, овде постоје и многобројне пешачке стазе, бициклистичке стазе и стазице кроз геопарк које су такође повезане са регионалним путевима.